# Charlotte Schimmelmann
Magdalene Charlotte Hedevig Schimmelmann, född Schubart 10 augusti 1757 i Norge, död 2 december 1816 i Köpenhamn, var en dansk grevinna och salongsvärd. Hon är också känd för sin efterlämnade korrespondens. 